# Molí fariner de la Ventosa
El Molí fariner de la Ventosa és una obra de Piera (Anoia) inclosa a l'Inventari del Patrimoni Arquitectònic de Catalunya.

## Descripció
Al molí s'hi accedeix a través de la riera de Piera.
Sota les ruines de l'antic molí i mig soterrada es conserva la sala de moldre amb volta lleugerament apuntada. Un petit forat al terra permet accedir al carcabà i al túnel de desguàs.
Per la part del darrere es veu l'espai que ocupava la bassa i es conserven les restes del cup.